# Iustin Moisescu
Iustin Moisescu (n. 5 martie 1910, Cândești, Argeș – d. 31 iulie 1986, București) a fost al patrulea patriarh al Bisericii Ortodoxe Române (1977–1986). Iustin Moisescu a fost deputat în Marea Adunare Națională în sesiunile din perioada 1957–1986.

## Pregătire teologică
Patriarhul Iustin Moisescu s-a născut la data de 5 martie 1910, în satul Cândești (județul Argeș). Se înscrie la studii la Seminarul orfanilor de război din Câmpulung-Muscel (1922-1930). Termină Seminarul Teologic din Câmpulung-Muscel ca premiant. A fost ales de patriarhul Miron Cristea dintre absolvenții tuturor Seminariilor din anul 1930 și trimis cu o bursă să-și facă licența în Teologie la Universitatea din Atena. În anul 1934 s-a întors în România licențiat în teologie, cu „magna cum laude”.
Patriarhul Miron Cristea, la recomandarea Universității din Atena și a Ambasadei române din Grecia, l-a trimis pe tânărul licențiat de la Atena să-și continue studiile de specializare la Facultatea de Teologie romano-catolică din Strasbourg (Franța), pentru încă doi ani (1934-1936), de unde, cu materialul pentru teza de doctorat, s-a întors încă o dată în anul 1936 la Facultatea de Teologie din Atena, unde a obținut doctoratul, în anul 1937, cu teza: Evagrie din Pont. Viața, scrierile și învățătura, premiată de Academia de Științe din Atena. Susține examene de echivalare la Facultatea de Teologie din București.
A fost apoi numit docent de limba latină la Seminarul "Nifon" din București (1937-1938), profesor de Noul Testament la Facultatea de Teologie Ortodoxă a Universității din Varșovia (1938-1939), înlocuindu-l pe celebrul profesor Nicolae Arseniev. Astfel, la Varșovia a alcătuit următoarele cursuri în limba polonă: "Introducere generală și specială în cărțile sfinte ale Noului Testament"; "Exegeza Epistolei Sf. Pavel către Galateni" și "Exegeza prologului Evangheliei după Ioan". Aceste cursuri au fost cercetate de profesorii Milan Șesan și Vladimir Prelipceanu, care „au constatat valoarea lor științifică, didactică, precum și deplina lor concordanță cu învățătura Bisericii Ortodoxe".
A fost membru al Mișcării legionare.
În anul 1940 este numit ca profesor agregat. În anul 1942 a fost numit, prin concurs, ca profesor titular de Exegeza Noului Testament la Facultatea de Teologie din Cernăuți-Suceava. La Cernăuți și Suceava a mai alcătuit trei cursuri: "Introducere în cărțile Sfinte ale Noului Testament", "Exegeză" și  "Ermeneutică Biblică". Despre scrierile în limba română, același raport constată că: „Forma de exprimare a autorului în limba română se distinge prin conciziune și claritate". În anul 1946 este transferat ca profesor la aceeași catedră la Facultatea de Teologie din București, apoi din anul 1948 la Institutul Teologic Universitar din București.
Ca profesor de teologie a publicat mai multe lucrări de specialitate: "Sfânta Scriptură și interpretarea ei în opera Sf. Ioan Hrisostom" (1939-1941); "Originalitatea parabolelor Mântuitorului" (1944-1945); "Activitatea Sfântului Apostol Pavel în Atena" (1946); "Ierarhia bisericească în epoca apostolică. Anexă: Texte biblice si patristice despre pace și muncă" (Craiova, 1955); "Simbolica lui Hristu Andrutsos, traducere din grecește" (Craiova, 1955); "Sfântul Pavel și viața celor mai de seamă comunități creștine din epoca apostolică" (1951); "Temeiurile lucrării Bisericii pentru apărarea păcii" (1953).

## Mitropolit al Ardealului
După decesul mitropolitului Nicolae Bălan și rămânerea vacantă a scaunului de mitropolit al Ardealului, Iustin Moisescu a intrat în monahism, la 23 februarie 1956 a fost hirotonit diacon de către episcopul-vicar patriarhal Teoctist Arăpașu, a doua zi celălalt episcop-vicar patriarhal, Antim Nica, l-a hirotonit preot, iar a patra zi, 26 februarie 1956, Adunarea Națională Bisericească, constituită în colegiu electoral potrivit statutului, l-a ales arhiepiscop al Sibiului și mitropolit al Ardealului.
Și-a rezervat apoi zece zile de meditație, înainte de a cere ca Domnul să-i deschidă brațele părintești și să-l primească în rândurile monahilor de la Mănăstirea Cernica, la 8 martie 1956. Ales deja mitropolit, la 15 martie 1956 patriarhul Justinian, mitropolitul Firmilian Marin al Olteniei și episcopul Nicolae Colan al Clujului îl vor hirotoni arhiereu, și i se va încredința de îndată cârja lui Șaguna, la 18 martie 1956, în Catedrala Mitropolitană din Sibiu. În scurtă trecere prin Sibiu a înființat în locul decedatei "Reviste teologice" (1947), revista teologică "Mitropolia Ardealului" (nr. 1-2, în septembrie-octombrie 1956).
Înainte de alegerea ca mitropolit al Ardealului, într-o lungă și substanțială cuvântare, chibzuindu-și bine cuvintele, patriarhul Justinian îl caracteriza așa în fața Colegiului electoral pe cel ce trebuia ales: „Va trebui să trimitem acolo pe cel mai bun dintre clericii de astăzi ai Bisericii noastre, o personalitate viguros conturată, cu aleasă pregătire teologică, temeinic orientată în toate problemele pe care le ridică lumea noastră contemporană", căci „la vremuri noi, ne trebuie oameni noi".

## Mitropolit al Moldovei și Sucevei
Mitropolitul Iustin păstorește o scurtă perioadă ca mitropolit al Ardealului. La 10 ianuarie 1957 este ales mitropolit al Moldovei și Sucevei, iar peste trei zile este instalat pe scaunul cinstit odinioară de Dosoftei, Varlaam, Veniamin Costachi, pentru a nu-i pomeni decât pe aceștia, pentru că șirul celor mari de la Iași este prea mare, ca să poată fi pomenit acum în întregime.
Când a fost ales mitropolit al Moldovei și Sucevei, și-a conturat programul prin cuvintele: „Cu toată silința voi desfășura o lucrare statornică de ocrotire și păstrare a Sfintelor locașuri: biserici, mânăstiri și schituri - minunate opere de artă - care alcătuiesc diadema MitropoIiei Moldovei; iar din cei ce se nevoiesc în aceste comori ale evlaviei străbune, mă voi strădui să fac slujitori harnici și devotați Bisericii, Patriei și binelui obștesc. Neîncetat voi priveghea la buna îndrumare a preoțimii Eparhiei mele, întru îndeplinirea cu prisosință a îndatoririlor ei către Biserică și Patrie. Voi urmări cu toată luarea minte ca roadele lucrării preotești să se vadă din buna chivernisire a locașilor dumnezeiești, din propovăduirea dragostei între toți fiii Patriei și din jertfelnica dăruire pentru binele obștesc".
Încă din acea vreme datează și prima alegere, repetată până la moarte din patru în patru ani ca deputat în Marea Adunare Națională (3 februarie 1957, în Circumscripția Hârlău).
Ca mitropolit al Moldovei, a desfășurat o activitate prodigioasă. Au fost ridicate noi clădiri - adevărate monumente de arhitectură - în incinta Centrului eparhial Iași, iar Catedrala și reședința au fost refăcute. Au fost restaurate numeroase mănăstiri și biserici - monumente istorice din Eparhie. Pe lângă cele mai multe s-au pus bazele unor muzee sau colecții muzeale. S-au construit clădiri noi la Seminarul Teologic din Mănăstirea Neamț, iar cele vechi au fost modernizate.
Acasă, în Moldova, concomitent cu numeroasele călătorii și griji externe a inițiat cu haruri de arhitect înnăscut, transformarea radicală a Centrului Mitropolitan dintr-o suită de maghernițe într-un centru modern, pe măsura epocii noastre. Înzestrat de asemenea cu un neașteptat spirit practic, a construit în plin comunism trei mari clădiri la Centrul eparhial (două corpuri administrative și un cămin preoțesc), peste 70 de biserici și capele noi, 52 de case parohiale, 5 sedii de protopopiat. A înființat 10 muzee de artă bisericească, obținând fonduri de la Stat și cheltuind bani dăruiți de credincioși. De asemenea, a restaurat, integral sau parțial, peste 20 de mănăstiri și schituri: Putna, Sucevița, Moldovița, Voronet, Arbore, Humor, Slatina, Dobrovăț, Cetățuia, Râșca, Neamț, Sihăstria, Secu, Bistrița, Văratec.
A condus câteva delegații ortodoxe române în vizitele făcute altor Biserici: Anglia (1958), Biserica siriană din Malabar (1961), S.U.A. (1970), Biserica luterană din Danemarca (1971), Patriarhia Ecumenică (1974). A făcut parte din câteva delegații sinodale conduse de patriarhul Justinian și a primit numeroase delegații străine la Iași sau în cuprinsul Arhiepiscopiei Iașilor. Ca membru în Comitetul Central al Consiliului Ecumenic al Bisericilor (1961-1977), a participat la Adunările generale de la New Delhi (1961), Uppsala (1969), Nairobi (1975) și la sesiunile anuale ale Comitetului Central la Paris (1962), Geneva (1966,1973 și 1976), Heraklion Creta (1967), Canterbury (1969), Addis-Abeba (1971), Utrecht (1972), Berlin (1974) ș.a.
A făcut parte din Prezidiul Conferinței Bisericilor Europene și din Comitetul Consultativ, participând la Adunările generale Nyborg IV (1964), Nyborg V (1966), Nyborg VI (1971) și Engelberg (1974), precum și la sesiunile Prezidiului și Comitetului Consultativ. A condus delegațiile Bisericii Ortodoxe Române la Conferințele panortodoxe de la Rodos (1961, 1963, 1964) și Chambesy (1968), la prima Conferință pregătitoare a Sfântului și marelui Sinod panortodox (Chambesy 1971).
Ca ierarh a publicat numeroase articole, pastorale, cuvântări, dări de seamă, mai ales în revista "Mitropolia Moldovei și Sucevei". În afară de revista "Mitropolia Moldovei și Sucevei", care a apărut 20 de ani sub directa sa îndrumare, Centrul mitropolitan Iași a editat și alte lucrări, între care: volumul "Monumente istorice-bisericești din Mitropolia Moldovei și Sucevei" (1974); "Psaltirea în versuri a lui Dosoftei, ediție critică" (1975); monografiile: "Catedrala Mitropolitană din Iași" (1977), "Mănăstirea Cetățuia" (1977); broșuri-albume de popularizare a mănăstirilor din Moldova și cărți de rugăciuni etc..

## Patriarh al Bisericii Ortodoxe Române

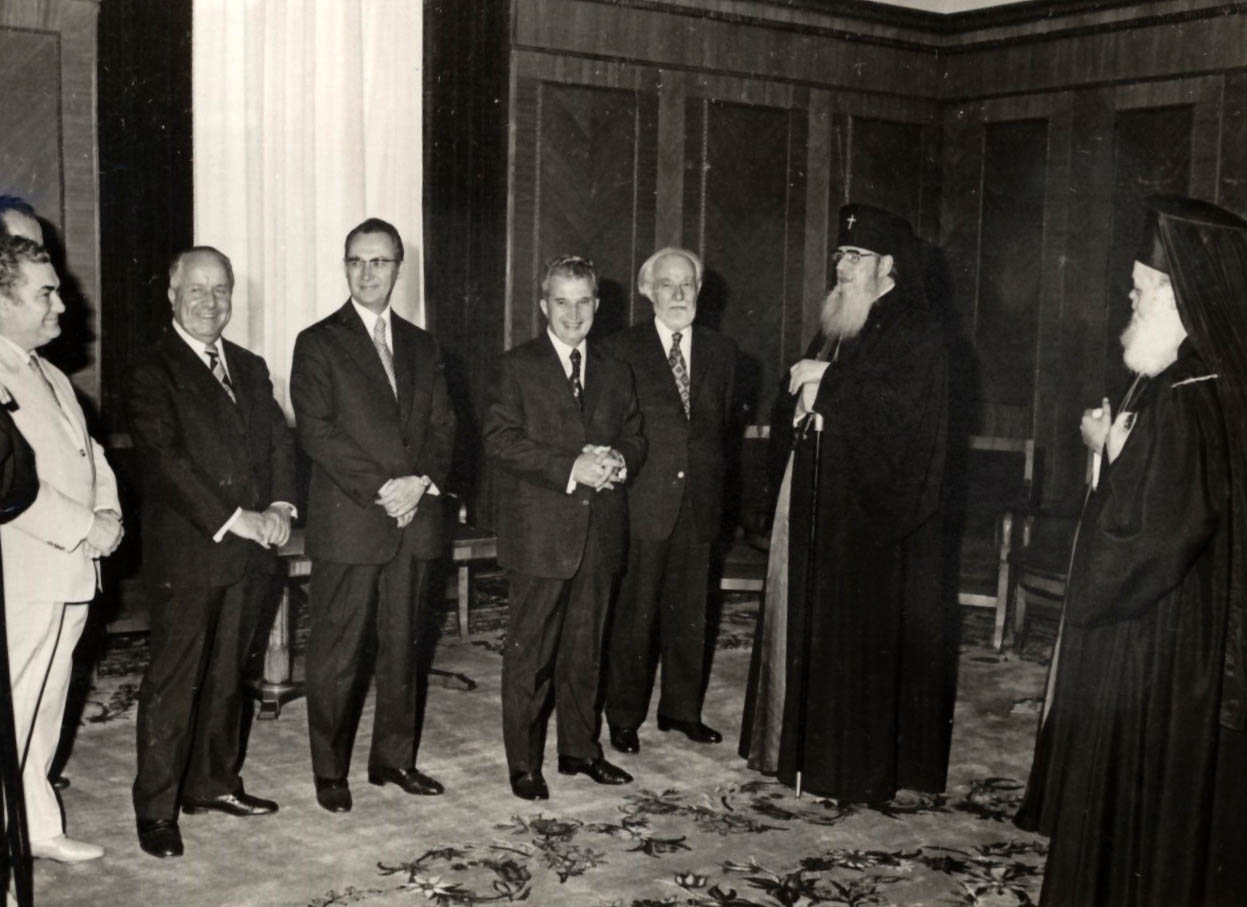
Întrevederea dintre Nicolae Ceaușescu (flancat de Manea Mănescu și Ștefan Voitec) și patriarhul Iustin Moisescu,
București, 18 iunie 1977

La 12 iunie 1977 este ales ca arhiepiscop al Bucureștilor, mitropolit al Ungrovlahiei și patriarh al Bisericii Ortodoxe Române, fiind înscăunat în Catedrala Patriarhală din București la 19 iunie 1977, păstorind ca patriarh până la moarte.
Ca patriarh, a fost consultat de Nicolae Ceaușescu referitor la viitorul Mănăstirii Văcărești. A refuzat sa preia Mănăstirea Văcărești pentru a înființa Institutul Teologic sugerat lui Ceaușescu de Mohammad Reza Pahlavi, temându-se ca dictatorul să nu dispună mutarea Patriarhiei la Văcărești. Din nefericire, mănăstirea a luat calea demolării.
Ca patriarh, a condus câteva delegații sinodale care au vizitat alte Biserici: Patriarhia Ecumenică (1978), Arhiepiscopia misionară ortodoxă română din Statele Unite și Canada (1979), Biserica Ortodoxă Rusă (1980), Biserica Ortodoxă Sârbă (1981), Biserica luterană din Suedia (1981), sediul Consiliului Ecumenic al Bisericilor de la Geneva (1981), Biserica Ortodoxă Bulgară (1982), Biserica reformată din Ungaria (1982), Biserica Ortodoxă din Grecia (1984). A primit vizita unor întâistătători de Biserici, precum și a numeroși reprezentanți ai altor Biserici și confesiuni creștine din lumea întreagă în calitate de patriarh.
În calitate de patriarh, a acordat o atenție deosebită activității editoriale. A inițiat marea colecție intitulată "Părinți și scriitori bisericești", proiectată în 90 de volume, precum și colecția "Arta creștină în România", în 6 volume. S-a tipărit o nouă ediție sinodală a Sf. Scripturi (1982), o nouă ediție a Noului Testament (1979), manuale pentru învățământul teologic superior și pentru seminariile teologice, teze de doctorat, cărți de cult. Și-au continuat apariția revistele centrale bisericești și cele mitropolitane, ca și buletinele, comunităților ortodoxe române de peste hotare. Prin bogata sa activitate cărturărească, ecumenică și pastorală, patriarhul Iustin își înscrie numele în rândul ierarhilor de mare prestigiu ai întregii Ortodoxii.
A contribuit la restaurarea marilor noastre monumente bisericești, reluându-și la București vechea osteneală de la Iași, din Moldova și Bucovina. Stau mărturie mănăstirile: Curtea de Argeș, Cheia, Zamfira, Viforâta, Dealu, Cernica, Pasărea, Tigănești, Caldărușani, Sfântul Spiridon Nou, Sfântul Gheorghe și însăși Catedrala patriarhală, și altele.
A decedat la data de 31 iulie 1986, în București, fiind înmormântat în Catedrala Patriarhală.

## Colaborarea cu organele de stat în timpul sistemului comunist
Iustin a colaborat cu fosta poliție politică, Securitatea, înainte de a ajunge în scaunul de mitropolit al Ardealului, din care avea să fie promovat mitropolit al Moldovei, iar ulterior, în 1977, să devină Patriarh.
Raportul Comisiei prezidențiale pentru analiza dictaturii comuniste, dat publicității la sfârșitul anului 2006, oferă detalii despre apropierea dintre viitorul Patriarh și nou instalatul regim comunist. Iustin Moisescu, profesor de religie la Institutul Teologic Universitar din 1948, a fost unul dintre "tehnocrații" aleși de Ministerul Cultelor comunist pentru a controla și a subordona cultele religioase. "În general sunt preferați printre asociații ministerului nu atât fideli ai regimului, într-un fel sau altul, cât persoane care, prin trecutul lor, puteau fi șantajate", se arată în raport. Printre aceștia, Iustin Moisescu, a fost implicat în trecut, potrivit aceluiași document, în Mișcarea Legionară.
Iustin a avut o ascensiune de-a dreptul spectaculoasă în rândurile clerului ortodox. De la catedra institutului este ales, în 1956, direct arhiepiscop al Sibiului și mitropolit al Ardealului, pentru ca, nici un an mai târziu, să fie instalat în scaunul de arhiepiscop al Iașilor și mitropolit al Moldovei. Momentul este pomenit și de mitropolitul Banatului, Nicolae Corneanu, într-un recent interviu acordat, ziarului Evenimentul zilei. "În veacul anterior, dar nu e mult de atunci, prin anii '70, a fost ales mitropolit la Sibiu profesorul de teologie Iustin Moisescu. Nu era nici preot și a fost ales mitropolit. Ulterior, a ajuns mitropolit la Iași și apoi Patriarh. Dar inițial era necleric, nehirotonit."
O ascensiune deloc inexplicabilă, dată fiind apropierea sa de regimul comunist, crede istoricul Cristian Vasile. Idee enunțată clar și în raport: "Atât Iustin Moisescu, cât și Teoctist Arapașu, succesorii Patriarhului Iustinian, deși făceau parte din tabere ecleziale rivale, au ajuns în fruntea BOR datorită loialității dovedite față de conducerea Partidului Comunist, primul având și o proastă reputație de politruc".
Este cunoscută și indiferența Patriarhului Iustin Moisescu față de demolarea bisericilor din București, ce începuse la sfârșitul anilor '70, sau față de condamnarea părintelui Calciu-Dumitreasa la zece ani de pușcărie pentru că protestase împotriva acestor distrugeri. "Patriarhul Iustin Moisescu, fost colaborator al Securității, și șantajabil în multe privințe, nu a făcut nimic pentru a împiedica pedepsirea părintelui Calciu și pentru a încerca să salveze de la demolare bisericile din București. Din contra, când un istoric de artă, precum Dinu C. Giurescu, a solicitat sprijinul Patriarhiei pentru salvarea lăcașurilor de cult, Patriarhul Iustin i-a spus că seamănă cu "fugarii de la radio Europa Liberă".

## Distincții
- Ordinul „Steaua Republicii Populare Romîne” clasa a II-a (31 mai 1957) „pentru activitatea sa deosebită ca profesor, publicist și chiriarh”[7]
- Ordinul „23 August” clasa a III-a (12 august 1959) „pentru activitate rodnică pe tărâm obștesc”[8]
- Ordinul „23 August” clasa I (10 august 1964) „pentru merite deosebite în opera de construire a socialismului, cu prilejul celei de a XX-a aniversări a eliberării patriei”[9]